# Signature (série télévisée)
Pour les articles homonymes, voir Signature (homonymie).
Signature est une mini-série française en six épisodes de 52 minutes, créée par Hervé Hadmar et Marc Herpoux, et diffusée du 21 février au 7 mars 2011 sur Canal+ Réunion, puis du 22 avril au 6 mai 2011 sur France 2.
La série est un thriller psychologique se déroulant sur l’île de La Réunion, et suivant la dangereuse rencontre entre un tueur en série et une journaliste de métropole à sa recherche sans le savoir.
Il s'agit de la troisième collaboration entre Hervé Hadmar et Marc Herpoux après Les Oubliées en 2008, et Pigalle, la nuit en 2009.

## Synopsis

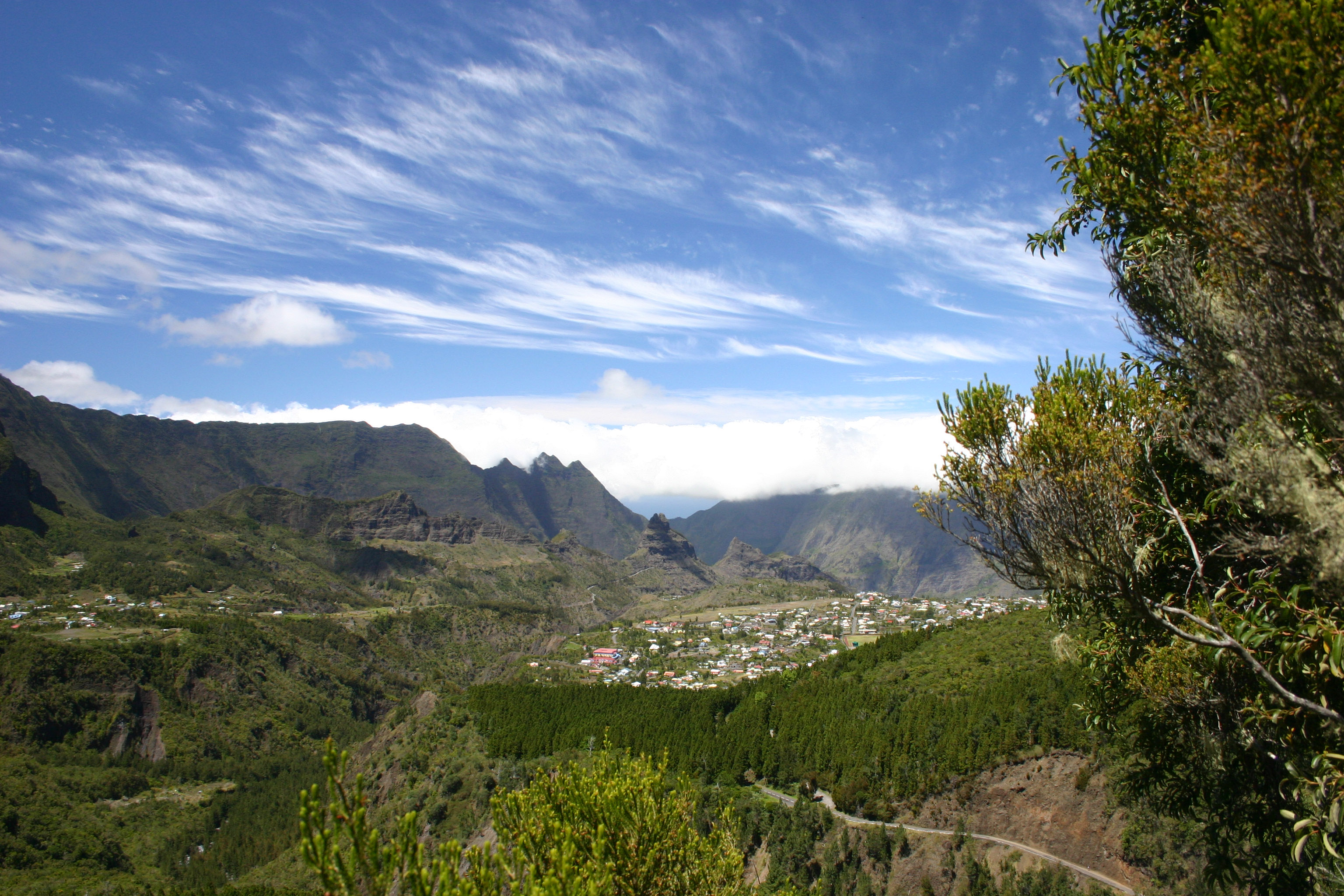
Commune de Cilaos dans le cirque éponyme.

Il y a 35 ans, sur l'île de La Réunion, Toman assiste à l'assassinat de ses parents alors qu'il n'est âgé que de 5 ans. Traumatisé, il grandit seul dans la montagne tel un enfant sauvage, et devient à son tour un assassin. En 15 ans, il tue six personnes qu'il juge coupable d'avoir « fait du mal aux enfants ». Daphné, une journaliste de métropole, débarque sur place pour enquêter sur la disparition d'un jeune homme, qui s'avère être la dernière victime de Toman.

## Distribution
| Photographie de Sami Bouajila · Photographie de Sandrine Bonnaire |

- Sami Bouajila : Toman
- Sandrine Bonnaire : Daphné
- Sara Martins : Hélène, mère célibataire et infirmière
- Jan Hammenecker : Justin, l'inspecteur qui mène l'enquête
- Yaëlle Legallais : Caro, la fille d'Hélène
- Michel Scotto di Carlo : Philippe
- Swan Demarsan : Stéphane
- Alex Gador : Henri
- Féodor Atkine : Martin Faber
- Melvyn Fifi : Toman à 6 ans
- Yaëlle Trulès : réceptionniste hôtel lagon

## Production

### Développement

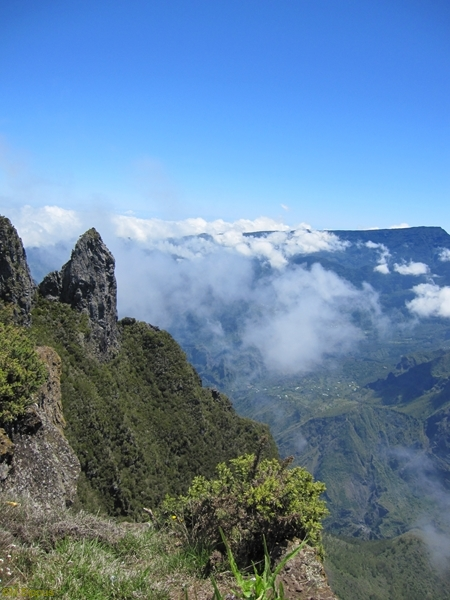
Vue du piton du Maïdo surplombant le cirque de Mafate

Vue de la cascade du Trou noir

Le projet de Signature existe depuis fin 2007, avant même la diffusion de la mini-série Les Oubliées en 2008 sur France 3, première collaboration d'Hervé Hadmar et Marc Herpoux. Après la série Pigalle, la nuit diffusée en 2009 sur Canal+, les deux créateurs s'attellent à concrétiser leur idée. Il s'agit donc de leur troisième collaboration sur une série télévisée.
La chaîne France 2 et la société de production Cinétévé décident de tourner la série au soleil et choisissent en premier lieu Tanger au Maroc. Finalement, le choix de La Réunion s'impose, car pour Hervé Hadmar, « c'est une île volcanique, comme Toman avec ses éruptions de violence ». De plus, la diversité des paysages offre de nombreuses possibilités scénaristiques. Les deux créateurs sont connus pour faire de leur décor un personnage à part entière.
Hervé Hadmar cherche à créer un « thriller psychologique à forte dimension romanesque », et s'inspire des mini-séries La Poupée sanglante et L'Île aux trente cercueils, toutes deux réalisées par Marcel Cravenne, respectivement en 1976 et 1979.
Les premières images sont dévoilées dans un teaser le 9 septembre 2010. La bande annonce est diffusée le 5 mars 2011.
Un journal de bord montrant les coulisses du tournage et de la post-production de la série est dévoilé à partir d'octobre 2010 sous forme de six ou sept vidéos diffusées sur internet.

### Casting
En octobre 2009, il est annoncé que Sami Bouajila tiendrait l'un des rôles principaux de la nouvelle série d'Hervé Hadmar et Marc Herpoux. Son personnage, Toman, est un croisement entre le tueur en série dans Le Parfum de Patrick Süskind et Le Petit Poucet.
En mars 2010, Sandrine Bonnaire est pressentie pour prendre le rôle principal féminin, ce qui se confirmera par la suite.

### Tournage
Le tournage se déroule exclusivement sur l’île de La Réunion, lieu de l'action, du 1er juillet 2010 au 15 octobre 2010 durant l'hiver austral. Les lieux suivant sont notamment utilisés :
- les pentes du piton du Maïdo,
- la cascade du Trou noir,
- le cirque de Cilaos.

### Fiche technique
- Titre original français : Signature
- Création : Hervé Hadmar et Marc Herpoux
- Réalisation : Hervé Hadmar
- Scénario : Hervé Hadmar et Marc Herpoux
- Décors : Hervé Leblanc
- Costumes : Marie Jagou
- Photographie : Jean-Max Bernard
- Montage : Aurique Delannoy, Emmanuelle Labbé et Diane Logan
- Musique : Éric Demarsan
- Casting : Max Morel
- Production : Fabienne Servan-Schreiber et Jean-Pierre Fayet
- Sociétés de production : Cinétévé, avec la participation de France Télévisions
- Sociétés de distribution (télévision) : France 2 (France), Canal+ Réunion (La Réunion)
- Budget :
- Pays d'origine :  France
- Langue originale : Français
- Format : couleur
- Genre : Mini-série, Thriller
- Durée : 312 minutes (6 x 52 minutes)

## Épisodes
La série est diffusée du 21 février au 7 mars 2011 sur Canal+ Réunion, puis du 22 avril au 6 mai 2011 sur France 2.
1. Épisode 1
2. Épisode 2
3. Épisode 3
4. Épisode 4
5. Épisode 5
6. Épisode 6

## Accueil

### Audiences
La série est regardée en moyenne par 2,3 millions de téléspectateurs, soit 10,1 % de part d'audience.
Les deux premiers épisodes sont suivis par 2,5 millions de téléspectateurs en moyenne, soit 11,5 % du public, classant le programme à la troisième place de la soirée, au coude-à-coude avec le quatrième. Cela constitue une contre-performance par rapport à l'audience de la semaine précédente, où la série Les Petits Meurtres d'Agatha Christie attirait plus de 5 millions de téléspectateurs et se plaçait en tête des audiences.
Les deux épisodes suivant perdent 300 000 téléspectateurs, attirant une moyenne de 2,2 millions de téléspectateurs, soit seulement 9,5 % de part d'audience.
Les deux derniers épisodes sont regardés par 2,1 millions de téléspectateurs, soit 9,4 % du public, en baisse de 130 000 téléspectateurs. Le programme se place à la quatrième position de la soirée, devancée par Thalassa.

### Réception critique
Pour Pierre Serisier, de Le Monde, la série est « prometteuse malgré quelques imperfections ». Les dialogues sont utilisés judicieusement, sans excès (défaut de nombreuses séries françaises), et l'histoire prend son temps pour progresser. Les paysages sont remarquablement bien utilisés, tout comme la palette de couleurs. Les relations entre individus sont bien maîtrisés, et les univers mentaux des deux personnages principaux sont soigneusement développés, donnant à la série « son souffle et sa profondeur, ainsi que sa subtilité ». Il reste cependant quelques caricatures et clichés, notamment sur le personnage de Toman.
Télé Loisirs attribue une note de 3 étoiles sur cinq aux épisodes de la série. Ils saluent l'interprétation des acteurs. Le premier épisode prend le temps d'installer une atmosphère pesante, tandis que le deuxième gagne en rythme.

### Distinctions
- Festival Séries Mania 2011[16] :
  - Mention Spéciale du Jury pour une série française
  - Prix du meilleur acteur pour Sami Bouajila

## Produits dérivés

### Sortie en DVD et Blu-ray
Le coffret DVD, édité par France Télévisions Distribution, est disponible depuis le 4 mai 2011. Les bonus consistent en un commentaire audio par les créateurs Hervé Hadmar et Marc Herpoux, le compositeur Éric Demarsan, et l'acteur Sami Bouajila.